# جاده ئی۲۶۴ اروپا

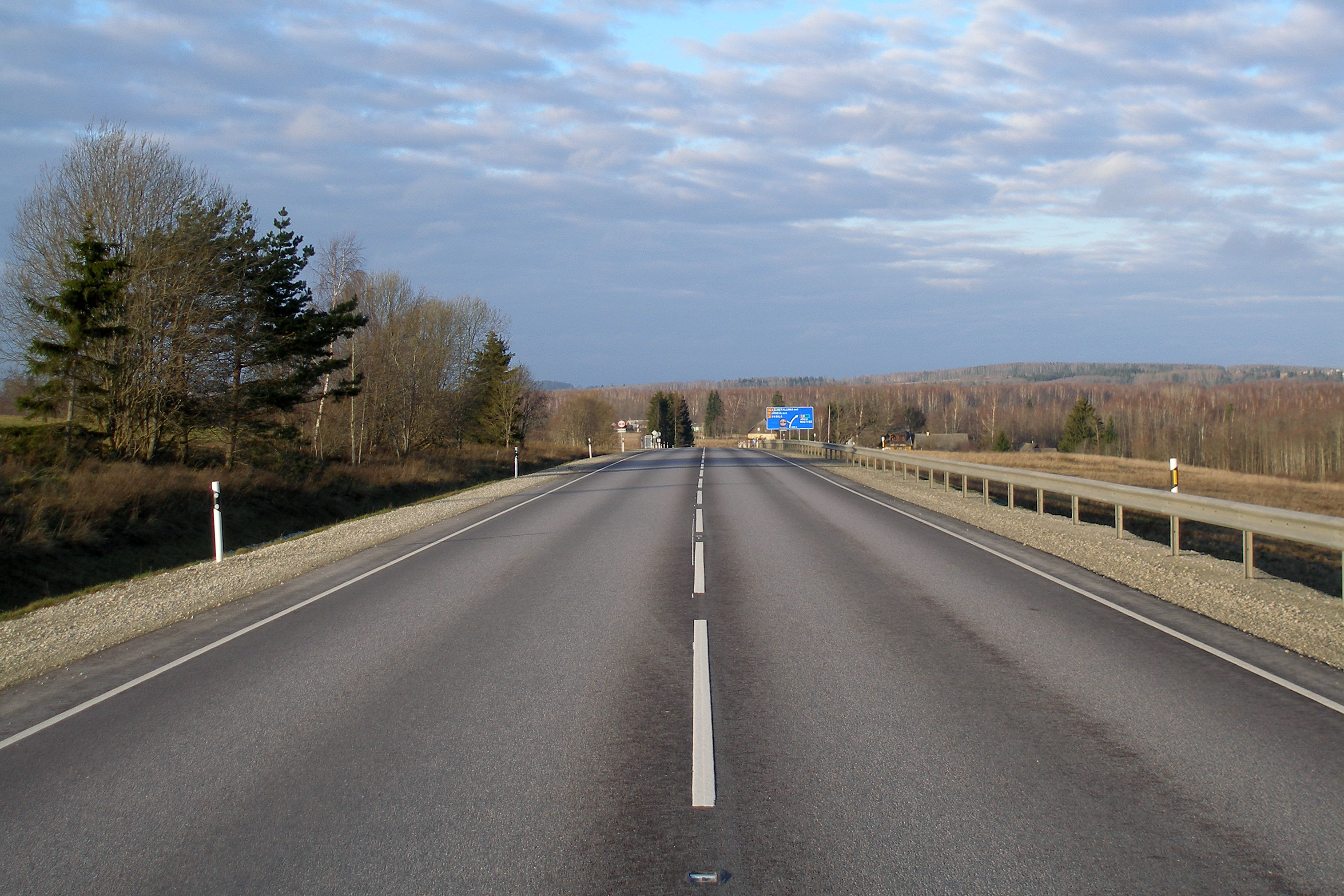
جاده ملی ۲ استونی

جاده ئی۲۶۴ اروپا (به انگلیسی: European route E264) یکی از جاده‌های درجه ۲ قاره اروپا است.
این جاده از شهر یووی (استونی) شروع شده و در شهر اینچوکالنز (لتونی) به پایان میرسد.